# 1978 a labdarúgásban
A következő események történtek a világ labdarúgásában az 1978-as évben.

## Események
- 1978-as Copa Libertadores: a Boca Juniors lett a győztes, miután összesítésben 4–0-ra győzött a Deportivo Cali ellen.
- Anglia: az Ipswich Town nyerte meg az FA-kupát, miután 1–0-ra győzték le az Arsenalt. A győztes gólt Roger Osbourne szerezte.

## Nemzeti bajnokságok győztesei

### Európa
- Anglia – Nottingham Forest
- Magyarország – Újpest
- Olaszország – Juventus
- Hollandia
  - Eredivisie – PSV Eindhoven
  - Eerste Divisie – PEC Zwolle
- Spanyolország – Real Madrid

### Dél-Amerika
- Argentína
  - Metropolitano – Quilmes
  - Nacional – Independiente
- Brazília – Guarani
- Paraguay – Olimpia Asunción

## Nemzetközi versenyek
- Afrikai Nemzetek Kupája Ghánában (1978. március 5. – március 16.)
- Ghána
- Uganda
- Nigéria
- 1978-as brit hazai bajnokság (1978. május 13. – május 20.)

 Anglia
- Világbajnokság Argentínában (1978. június 1. – június 25.)
- Argentína
- Hollandia
- Brazília

## Születések
- január 9. – Rabóczki Balázs, magyar labdarúgó
- január 28. – Gianluigi Buffon, olasz labdarúgó
- január 28. – Jamie Carragher, angol labdarúgó
- március 9. – Lucas Neill, ausztrál labdarúgó
- március 24. – Tomáš Ujfaluši, cseh labdarúgó
- április 14. – Sorin Botis, román labdarúgó
- április 30. – Simone Barone, olasz labdarúgó
- június 20. – Frank Lampard, angol labdarúgó
- június 21. – Hatem Aqel, jordán labdarúgó
- július 22. – Dennis Rommedahl, dán labdarúgó
- október 10. – Márkus Tibor, magyar labdarúgó
- november 1. – Mogyorósi József, magyar labdarúgó
- november 7. – Rio Ferdinand, angol labdarúgó
- november 7. – Jan Vennegoor of Hesselink, holland labdarúgó
- november 8. – Ali Karimi, iráni labdarúgó
- november 11. – Erik Edman, svéd labdarúgó
- december 29. – Victor Agali, nigériai labdarúgó
- december 29. – Kieron Dyer, angol labdarúgó

## Halálozások
- május 31. – Bozsik József (52), magyar labdarúgó
- július 13. – George Reader (81), angol játékvezető
- augusztus 5. – Ernst Melchior, osztrák labdarúgó
- szeptember 15. – Ricardo Zamora, spanyol labdarúgó